# Тося Альтман
Тойба (Тося) Альтман (пол. Tosia Altman; 1918-1943) — учасниця повстання у Варшавському гетто, соратниця Мордехая Анєлевича, учасниця Єврейської бойової організації.
Тойба (Тося) Альтман народилася в Ліпно, в родині Гуткінда (Густава) та Мані Альтман. Була членом молодіжної сіоністської організації Гашомер Гацаїр.
Під час німецької окупації була кур'єром у підпільній організації єврейського опору, підтримувала контакт з єврейськими групами опору за межами Варшавського гетто, поширювала заборонені інформаційні та агітаційні матеріали. Потім брала участь у контрабанді зброї на територію гетто.
18 січня 1943 року їй вдалося врятуватися, коли група її соратників була захоплена німцями. Вона переховувалася в бункері. Була однією з небагатьох, хто вижив у битві 8 травня, в якій убили Мордехая Анєлевіча. 10 травня, незважаючи на поранення в голову і ногу, а також отруєння газом, змогла разом з групою з понад 70 людей втекти з гетто через каналізацію. 24 травня на целулоїдному заводі, де вона переховувалась, спалахнула пожежа. Тося зазнала важких опіків і була схоплена польськими поліцейськими, поміщена в гестапо і незабаром померла від опіків, не отримавши медичного догляду.